# Ranma ½
Ranma ½ (Nhật: らんま½ Hepburn: Ranma nibun-no-ichi) hay Một nửa Ranma là một tác phẩm của nữ mangaka Takahashi Rumiko.
Nó được đăng dài kỳ trên Weekly Shōnen Sunday từ tháng 8 năm 1987 đến tháng 3 năm 1996, với các chương được Shogakukan tập hợp thành 38 tập tankōbon. Câu chuyện xoay quanh một thiếu niên tên Ranma Saotome, người đã tập luyện võ thuật từ khi còn nhỏ. Do một tai nạn trong chuyến hành trình huấn luyện, anh bị nguyền rủa trở thành con gái khi tiếp xúc với nước lạnh, trong khi nước nóng biến anh trở lại thành con trai. Xuyên suốt bộ truyện, Ranma tìm cách thoát khỏi lời nguyền của mình trong khi bạn bè, kẻ thù và nhiều vị hôn thê liên tục cản trở, can thiệp.
Ranma ½ có công thức hài hước và nhân vật chính chuyển đổi giới tính, thường xuyên cố tình hóa thân thành con gái để đạt được mục tiêu của mình. Bộ truyện còn có nhiều nhân vật khác, những người có mối quan hệ phức tạp với nhau, những đặc điểm khác thường và tính cách lập dị dẫn dắt hầu hết các câu chuyện. Mặc dù các nhân vật và mối quan hệ của họ rất phức tạp nhưng họ hiếm khi thay đổi một khi đã được giới thiệu và ổn định trong bộ truyện một cách chắc chắn.
Manga này đã được chuyển thể thành anime và đã được chiếu trên kênh Animax cũng như được chuyển thể thành hai bộ anime do Studio Deen sáng tác: Ranma ½ và Ranma ½ Nettōhen (らんま)
1/2熱闘編), được phát sóng cùng nhau trên Đài truyền hình Fuji từ năm 1989 đến năm 1992. Ngoài ra, họ còn phát hành 12 tập OVA và ba bộ phim. Năm 2011, một chương trình truyền hình live-action đặc biệt đã được sản xuất và phát sóng trên Đài truyền hình Nippon. Bộ manga và anime đã được Viz Media phát hành bằng tiếng Anh ở Bắc Mỹ. Madman Entertainment đã phát hành manga, một phần của bộ anime và hai bộ phim đầu tiên ở Australasia, trong khi MVM Films đã phát hành hai bộ phim đầu tiên ở Vương quốc Anh.
Manga Ranma ½ có hơn 55 triệu bản được phát hành, khiến nó trở thành một trong những bộ manga bán chạy nhất. Cả manga và anime đều được coi là một trong những tác phẩm đầu tiên trên các phương tiện truyền thông tương ứng của chúng trở nên phổ biến ở Hoa Kỳ.

## Tóm tắt
Câu chuyện bắt đầu khi Saotome Ranma và ông bố Genma trong một lần đi đến tỉnh Thanh Hải thuộc Trung Quốc, họ đến con suối nguyền chứa hơn hàng nghìn hố suối nhỏ,mỗi hố suối lại mang một lời nguyền khác nhau, ai bị ngã vào suối sẽ buộc phải mang mình thân hình bị nguyền. Không chịu nghe hết lời của hướng dẫn viên du lịch, cả hai bố con cùng đứng lên chiếc cọc tre dựng tạm bợ trên suối. Trong lúc giao chiến, Ranma đã đẩy bố xuống suối "Gấu Trúc" và ông mang thân hình của con gấu trúc thật sự. Ngay sau đấy, ông đẩy Ranma xuống dòng sông mang tên "Suối con gái chết chìm" và Ranma từ một cậu con trai phải trở thành một cô gái. Để trở về thân thể thật của mình thì phải dội nước nóng, nhưng khi gặp nước lạnh sẽ bị mang thân hình bị nguyền ngay lập tức.
Đến năm Ranma được 16 tuổi, Genma buộc phải đưa cậu về Nhật Bản để ra mắt gia đình nhà Tendo Soun. Soun có ba cô con gái đã trưởng thành, cũng như theo lời hứa hôn từ trước giữa hai bên gia đình và Ranma sẽ tiếp quản võ đường Tendo theo nguyện vọng của gia đình. Ban đầu Ranma được tự do chọn lựa, nhưng sau đó cậu bị đưa đẩy sang cô con gái út Tendo Akane cũng chỉ bằng tuổi cậu nhưng lại rất ghét con trai. Với cơ thể nửa nam nửa nữ của mình, Ranma đã rơi vào vô số tình huống dở khóc dở cười trong thời gian sống bên Akane và gia đình Tendo. Tại Việt Nam, bộ phim được chiếu trên kênh HTV7 vào năm 1997, phim cũng mua bản quyền được phát sóng trên kênh HTV3 vào năm 2008.

## Nhân vật

### Hai nhân vật chính của sê-ri
Saotome Ranma (早乙女 乱馬)
Một chàng trai 16 tuổi rất giỏi võ thuật, con trai duy nhất của nhà Saotome. Sau chuyến đi luyện tập ở Trung Quốc, Ranma đã bị bố trong hình dạng gấu trúc đẩy vào suối con gái chết chìm. Cậu đã biến thành một cô gái xinh đẹp nhưng nếu dội nước nóng thì sẽ trở lại thành con trai. Ranma luôn vượt qua mọi khó khăn rèn luyện võ thuật. Nhưng Ranma lại rất sợ mèo vì bị bố cho vào một cái hầm đầy mèo đói với những món mèo khoái khẩu nhất hòng giúp Ranma học được miêu quyền. Có ý kiến cho rằng nhân vật này được xây dựng dựa trên Fujinami Ryuunosuke của bộ manga/anime Urusei Yatsura cũng của Takahashi Rumiko. Tương lai cậu thay bố làm chưởng môn thứ hai của phái Saotome, một phái võ do bố cậu sáng lập với toàn những tuyệt chiêu làm cho người xem phải phì cười.
Tendo Akane (天道 あかね)
Một cô gái 16 tuổi, con gái út của nhà Tendo, tính cách trẻ con và bốc đồng. Cô được hứa hôn với anh chàng Ranma, dễ tự ái lẫn ghen tuông. Cô bé tuy cá tính mạnh, nhưng rất nhân hậu. Sau khi gặp Ranma trong buồng tắm với hình dáng con trai cả hai người rất bối rối. Ranma và Akane đã giúp đỡ nhau trong những lần gặp nạn. Cô bé hay ghen mỗi khi Ukyo và Shampoo đến ôm Ranma. Tuy giỏi võ nhưng cô bé rất vụng về trong môn nữ công gia chánh. Cô đang cố trở thành một cô gái đảm đang như chị Kasumi của mình. Đôi khi cô hơi nhạy cảm, thiếu sự thông cảm với vị hôn phu dẫn đến những cuộc chiến tranh lạnh vớ vẩn giữa hai người.

## Sản xuất
Rumiko Takahashi nói rằng Ranma ½ được hình thành là một manga võ thuật kết nối mọi khía cạnh của cuộc sống hàng ngày với võ thuật. Bởi vì bộ truyện trước của bà có nhân vật nữ chính nên tác giả quyết định lần này bà muốn có nhân vật nam. Tuy nhiên, bà lo lắng về việc viết nhân vật nam chính nên quyết định biến anh ta thành nửa nữ. Trước khi quyết định chọn nước để bắt đầu những thay đổi của anh ấy, bà đã cân nhắc việc Ranma sẽ thay đổi mỗi khi anh bị đấm. Sau khi quyết định điều này, bà cảm thấy Jusenkyo phải lấy bối cảnh ở Trung Quốc, vì đây là nơi duy nhất có thể có những dòng suối bí ẩn như vậy. Bà lấy cảm hứng cho Ranma ½ từ nhiều đồ vật trong thế giới thực. Một số địa điểm thường thấy trong loạt phim được mô phỏng theo các địa điểm thực tế ở Nerima, Tokyo (cả quê hương của Takahashi và bối cảnh của Ranma ½ ). 
Trong một cuộc phỏng vấn năm 1990 với Amazing Heroes, Takahashi nói rằng bà có bốn trợ lý vẽ nền, đường nét và tông màu, trong khi bà tạo ra câu chuyện và bố cục cũng như bút chì và mực cho các nhân vật. Tất cả trợ lý của cô đều là nữ; Takahashi khẳng định: “Tôi không sử dụng trợ lý nam để các cô gái làm việc nghiêm túc hơn nếu không lo lắng về các chàng trai”. Năm 1992, bà giải thích quy trình của mình bắt đầu bằng việc sắp xếp chương trình vào buổi tối để hoàn thành trước bình minh và nghỉ ngơi một ngày trước khi gọi trợ lý. Họ hoàn thành nó trong hai hoặc ba đêm, thường mất năm ngày cho một chương. 
Takahashi có chủ đích nhắm đến việc bộ truyện được phụ nữ và trẻ em yêu thích. Năm 1993, một người phỏng vấn Animerica nói chuyện với Takahashi đã hỏi bà ấy liệu bà có dự định chủ đề chuyển đổi giới tính "như một nỗ lực nhằm khai sáng một xã hội do nam giới thống trị hay không." Takahashi nói rằng cô ấy không nghĩ đến các chương trình nghị sự xã hội và cô ấy tạo ra khái niệm Ranma ½ chỉ đơn giản là muốn có "một ý tưởng đơn giản, thú vị". Bà ấy nói thêm rằng mình, với tư cách là một phụ nữ và khi nhớ lại bộ truyện tranh mà bà thích đọc khi còn nhỏ, cảm thấy rằng "việc con người biến thành động vật cũng có thể rất vui và märchenhaft ... bạn biết đấy, giống như một câu chuyện cổ tích."  Vào năm 2013, bà tiết lộ rằng khi bắt đầu Ranma, biên tập viên của mình đã yêu cầu bà làm cho nó kịch tính hơn, nhưng bà cảm thấy đó là điều mình không thể làm được. Tuy nhiên, bà thừa nhận rằng kịch tính đã bắt đầu xuất hiện ở phần cuối. Bà cũng tham gia buổi thử vai diễn viên lồng tiếng cho anime, nơi cô nhấn mạnh rằng Ranma nam và nữ phải được lồng tiếng bởi các diễn viên khác nhau có giới tính tương ứng với giới tính của từng phần. 

## Phương tiện

### Manga
Được viết và minh họa bởi Rumiko Takahashi, Ranma ½ bắt đầu xuất bản trong tuyển tập manga shōnen Weekly Shōnen Sunday số 36 xuất bản vào ngày 19 tháng 8 năm 1987, sau khi bộ truyện Urusei Yatsura của bà kết thúc. Từ tháng 8 năm 1987 cho đến tháng 3 năm 1996, manga được xuất bản gần như hàng tuần với các trang màu không thường xuyên để làm nổi bật những câu chuyện đen trắng thông thường. Sau gần một thập kỷ kể chuyện, chương cuối cùng được đăng trên Weekly Shōnen Sunday số 12 vào ngày 6 tháng 3 năm 1996. Tổng 407 chương được Shogakukan thu thập và xuất bản định kỳ thành tổng cộng 38 tập tankōbon đen trắng từ năm 1988 đến năm 1996. Chúng được tập hợp lại thành 38 shinsōban từ tháng 4 năm 2002 đến tháng 10 năm 2003. 

## Danh sách các tập manga
| - Tập 1: Bí Mật Của Ranma - Tập 2: Sự Đổi Lốt Của HIBIKI - Tập 3: Quyết Đấu Với Hoa Hồng Đen - Tập 4: Sân Trượt Băng Náo Loạn - Tập 5: Địa Ngục Mèo - Tập 6: Thần Dược Chim Phượng Hoàng - Tập 7: Đấu Võ Trà Đạo - Tập 8: Kích Thích Tố Suối Con Trai - Tập 9: Mắc Bẫy - Tập 10: Bánh Nướng Migikyo - Tập 11: Akane Lâm Nguy - Tập 12: Bảo Vật Gia Truyền - Tập 13: Ngàn Cân Treo Sợi Tóc - Tập 14: Phi Long Thăng Thiên - Tập 15: Chiếc Lục Lạc Ma Mèo - Tập 16: Bím Tóc Bị Tấn Công - Tập 17: Chạy Đua Đến Suối Nước Nóng - Tập 18: Bữa Ăn Tối Kỳ Quái - Tập 19: Bức Tranh Phù Thủy - Tập 20: Tản Đá Giữa Dòng - Tập 21: Gia Vị Mười Năm | - Tập 22: Cơn Bão Hoa - Tập 23: Đạn Sư Tử Gầm Gừ - Tập 24: Quyết Tử Đại Đoàn viên - Tập 25: Vòi Bạch Tuộc - Tập 26: Báu Vật Bị Đánh Cắp - Tập 27: Âm Khai Thủy Xa Xôi - Tập 28: Nước Sinh Mệnh - Tập 29: Cặp Mắt Kính Vô Địch - Tập 30: Bí Kíp Dòng Họ Saotome - Tập 31: Sanpo Bị Bắt Cóc - Tập 32: Chuyện Buồn Của Anh Chàng Hoa Anh Đào - Tập 33: Tuyệt Chiêu Bươm Bướm Tung Tăng - Tập 34: Cô Gái Phát Sáng - Tập 35: Nấm Thời Gian - Tập 36: Mặt Nạ Tử Chiến - Tập 37: Cười Mỉm Ba Năm - Tập 38: Trúc Kết Duyên - Tập 39: Tương Phùng Và Li Biệt - Tập 40: Cuộc Chiến Ở Phượng Hoàng Sơn - Tập 41: Ranma Và Akane |

### Anime
Một loạt phim truyền hình anime được Studio Deen tạo ra và phát sóng hàng tuần từ ngày 15 tháng 4 năm 1989 đến ngày 16 tháng 9 năm 1989 trên Fuji TV với 18 tập, trước khi bị hủy do xếp hạng thấp. Bộ truyện sau đó được hầu hết các nhân viên làm lại, đổi tên thành Ranma ½ Nettōhen (らんま1/2熱闘編)và ra mắt vào một khung giờ khác, kéo dài 143 tập từ ngày 20 tháng 10 năm 1989 đến ngày 25 tháng 9 năm 1992. Anime vẫn giữ nguyên nguyên tác manga gốc nhưng có khác biệt ở chỗ giữ bí mật về việc chuyển đổi giới tính của Ranma với các học sinh trung học, ít nhất là trong hầu hết chiều dài của nó. Nó cũng không giới thiệu nhân vật Hikaru Gosunkugicho đến tận cuối bộ truyện, thay vào đó, Sasuke Sarugakure, ninja thuộc hạ nhỏ bé của gia đình Kuno đảm nhận một số vai trò của Gosunkugi trong cốt truyện đầu tiên nhưng lại là một nhân vật chính theo đúng nghĩa của anh ta. Anime cũng thay đổi vị trí của nhiều mạch truyện và chứa nhiều tình tiết gốc cũng như các nhân vật không được chuyển thể từ manga.

### Phim và OVA
Studio Deen cũng đã tạo ra ba bộ phim chiếu rạp; The Battle of Nekonron, China! A Battle to Defy the Rules! vào ngày 2 tháng 11 năm 1991; Battle at Togenkyo! Get Back the Brides vào ngày 1 tháng 8 năm 1992; và Super Indiscriminate Decisive Battle! Team Ranma vs. the Legendary Phoenix vào ngày 20 tháng 8 năm 1994. Hai phim đầu tiên là phim dài tập, nhưng phim thứ ba ban đầu được chiếu tại rạp cùng với hai phim khác: Ghost Sweeper Mikami và Heisei Dog Stories: Bow.
Sau phần kết của bộ phim truyền hình, 11 tập ova được phát hành trực tiếp dưới dạng video gia đình, sớm nhất vào ngày 7 tháng 12 năm 1993 và phim thứ 11 vào ngày 4 tháng 6 năm 1996. Tất cả trừ một phim đều dựa trên những câu chuyện ban đầu trong manga. Mười hai năm sau, một phim hoạt hình Ranma đã được tạo ra cho triển lãm "It's a Rumic World" về tác phẩm nghệ thuật của Rumiko Takahashi. Dựa trên truyện tranh "Nightmare! Inense of Deep Sleep" từ tập 34, nó được chiếu vào những ngày lẻ tại triển lãm ở Tokyo từ ngày 30 tháng 7 đến ngày 11 tháng 8 năm 2008. Nhưng nó mãi đến ngày 29 tháng 1 mới được phát hành, 2010, khi nó được đặt trong một hộp DVD chứa các bộ phim đặc biệt Urusei Yatsura và Inuyasha được công chiếu tại cùng một triển lãm. Sau đó nó được phát hành dưới dạng DVD và Blu-ray vào ngày 20 tháng 10 năm 2010. Viz Media cũng cấp phép cho cả ba bộ phim và 11 OVA gốc để phân phối ở Bắc Mỹ (tuy nhiên họ đã phát hành bộ phim thứ ba với tên gọi một OVA). MVM Films đã phát hành hai bộ phim đầu tiên tại Vương quốc Anh, trong khi Madman Entertainment phát hành chúng ở Australasia.

### Trò chơi điện tử
Đã có 17 trò chơi điện tử dựa trên thương hiệu Ranma ½. Trong khi hầu hết là trò chơi chiến đấu, vẫn có một số trò chơi nhập vai, trò chơi giải đố và máy đánh bạc Pachinko. Trò chơi gần đây nhất là Pachislot Ranma 1/2, được phát hành vào ngày 5 tháng 11 năm 2018 cho Pachinko. Chỉ có hai được phát hành ở các nước phương Tây. Ranma ½: Chōnai Gekitōhen được phát hành ở Mỹ với tên gọi Street Combat; các nhân vật đã được Mỹ hóa, ngoại hình của họ hoàn toàn thay đổi và âm nhạc cũng được thay đổi. Tuy nhiên, Ranma ½: Hard Battle đã được phát hành ở cả Bắc Mỹ và Châu Âu mà không thay đổi gì. 

### Live-action đặc biệt
Bản chuyển thể truyền hình trực tiếp của Ranma ½ được phát sóng trên Nippon TV, trong khung giờ hai giờ, vào ngày 9 tháng 12 năm 2011.  Mặc dù ban đầu có thông tin cho rằng tập đặc biệt sẽ chứa một câu chuyện gốc, bộ phim lấy cốt truyện chính từ một trong những câu chuyện đầu tiên của manga với một số cảnh đầu khác được xen vào. Các ngôi sao đặc biệt Yui Aragaki trong vai Akane, với Kento Kaku và Natana Watanabe lần lượt đóng vai Ranma nam và nữ. Ryōsei Tayama được chọn vào vai phản diện, nhân vật gốc mới Okamada. Nhóm nhạc pop toàn nữ 9nine đóng góp "Chikutaku☆2Nite" làm bài hát chủ đề. Nó được phát hành trên cả DVD và Blu-ray vào ngày 21 tháng 3 năm 2012. 

### Các phương tiện khác
The Ranma ½ Memorial Book được xuất bản ngay khi manga kết thúc vào năm 1996. Đóng vai trò là phần cuối của bộ truyện, cuốn sách này thu thập nhiều hình ảnh minh họa khác nhau từ bộ truyện, có cuộc phỏng vấn với Takahashi, và bao gồm các mẩu tin nhỏ về Ranma: tóm tắt về những trận chiến của anh, lịch trình hàng ngày, những câu đố nhỏ và một vài hình ảnh minh họa độc quyền. A Movie + OVA Visual Comic được phát hành để minh họa cho bộ phim chiếu rạp Super Indiscriminate Decisive Battle! Team Ranma vs. the Legendary Phoenix và các tập OVA The One to Carry On (cả hai phần). Nó cũng bao gồm thông tin về diễn viên lồng tiếng, thiết kế nhân vật và cách bố trí võ đường Tendo.
Ngoài ra, sách hướng dẫn đã được phát hành cho ba trò chơi điện tử Ranma ½; chúng không chỉ bao gồm các chiến lược mà còn cả các cuộc phỏng vấn. Hai cuốn sách bao gồm các cuộc phỏng vấn với dàn diễn viên của bộ phim truyền hình live-action và một số câu chuyện chọn lọc đã được phát hành vào năm 2011. 
Âm nhạc từ loạt phim truyền hình, phim và OVA Ranma ½ đã được phát hành trên nhiều đĩa CD khác nhau. Bốn từ phim truyền hình dài tập, hai từ phim đầu tiên, một từ phim thứ hai, một từ phim thứ ba và OVA, và ba từ biên soạn nhạc của DoCo được sử dụng trong OVA.  DoCo là một nhóm nhạc pop bao gồm các nữ diễn viên lồng tiếng cho các nhân vật nữ chính của anime. Một số album tổng hợp cũng đã được phát hành, một số bao gồm các bài hát chủ đề mở đầu và kết thúc và một số khác là các bài hát hình ảnh. Nhiều bài hát hình ảnh lần đầu tiên được phát hành dưới dạng đĩa đơn.

## Tiếp nhận
Đến tháng 11 năm 2006, có thông tin cho rằng Ranma ½ đã bán được hơn 49 triệu tập truyện tranh ở Nhật Bản. Shogakukan đã in 53 triệu bản tính đến tháng 11 năm 2011. Và đến tháng 4 năm 2021 nó đã có 55 triệu bản được lưu hành. 
Anime Ranma ½ được xếp hạng thứ 17 trong danh sách Top 50 Anime năm 2001 của Anime Insider, mặc dù danh sách này chỉ giới hạn ở những bộ được phát hành ở Bắc Mỹ. Phim xếp thứ 36 trong danh sách 100 phim hoạt hình truyền hình được yêu thích nhất Nhật Bản năm 2006 của TV Asahi, dựa trên một cuộc thăm dò trực tuyến của người dân Nhật Bản, tăng so với danh sách năm trước với vị trí thứ 45. Vào tháng 11 năm 2006, New York Comic Con thông báo rằng họ sẽ tổ chức Giải thưởng Anime Mỹ lần đầu tiên. Người hâm mộ có cơ hội bình chọn trực tuyến cho anime yêu thích của họ trong tháng 1 năm 2007. Chỉ có 5 đề cử nhận được nhiều phiếu bầu nhất cho mỗi hạng mục được công bố vào ngày 5 tháng 2. Trong số 12 hạng mục khác nhau, Ranma ½ được bình chọn là "Phim hài hay nhất" ở hạng mục Anime" và ½ OVA Ranma được bình chọn vào hạng mục "Phim ngắn hay nhất".  Một cuộc thăm dò của NHK năm 2019 với 210.061 người đã cho thấy Ranma ½ và Ranma ½ Nettōhen được vinh danh là tác phẩm hoạt hình hay thứ hai của Takahashi. Shampoo và Ranma lần lượt được bình chọn ở vị trí thứ tư và thứ năm trong hạng mục nhân vật của bà. 
Mặc dù Lum trong bộ truyện đầu tiên Urusei Yatsura của Takahashi thường được coi là nhân vật tsundere đầu tiên trong anime và manga, Theron Martin của Anime News Network đã nói rằng Akane Tendo của Ranma ½ gần giống với cách họ thường được miêu tả sau này vào những năm 2000. Ông cũng gợi ý rằng người ta có thể cho rằng Ranma là ví dụ ban đầu của loạt phim hậu cung hoặc hậu cung ngược, do nhân vật chính thu hút những người cầu hôn ở cả hai giới tính. Việc xuất bản bộ truyện ở Bắc Mỹ cũng tỏ ra rất thành công, là lần đầu tiên nhiều người Mỹ giới thiệu manga và chuyển thể anime của nó, một trong những chương trình hoạt hình Nhật Bản đầu tiên đạt được sự nổi tiếng ở Mỹ. Trong phần tổng quan về bộ truyện, Jason Thompson đã gọi Ranma ½ là "tổ tiên trực tiếp của tất cả các manga hành động hài, như Sumomomo Momomo và History's Strongest Disciple Kenichi", mặc dù lưu ý rằng đây không phải là bộ đầu tiên mà chỉ là bộ truyện duy nhất kéo dài thời kỳ doanh số bán manga và anime ở mức cao nhất. Liên hệ nó với các tác phẩm khác của Takahashi, ông tóm tắt bộ truyện như "Lúc đầu, cảnh đánh nhau rất ít và gần như là một bộ phim hài về mối quan hệ nửa nghiêm túc, giống như Maison Ikkoku; sau đó nó trở nên hoàn toàn lố bịch; và đến cao trào, khi Ranma chiến đấu với lũ chim độc ác ở núi Phượng Hoàng trong một cảnh chiến đấu quá dài và không hài hước, nó giống như màn khởi động cho Inuyasha vậy.”  Đánh giá tập cuối cùng của manga, Anime News Network nhận xét rằng "Mọi khía cạnh trong kỹ năng kể chuyện của Rumiko Takahashi đều phát huy tác dụng ở đây: hài kịch, lãng mạn và nội tâm, và tất nhiên, hành động võ thuật giả tưởng bay cao."  Tuy nhiên, họ cảm thấy một số cảnh hành động khó theo dõi và lưu ý rằng việc phản chiếu sang định dạng từ trái sang phải đã gây ra lỗi về mặt nghệ thuật. 

## Di sản
Hiroshi Aro thừa nhận rằng ông đã tạo ra Futaba-kun Change! dựa trên Ranma ½. Các họa sĩ truyện tranh phương Tây coi Ranma ½ là người có ảnh hưởng bao gồm Bryan Lee O'Malley người Canada trong bộ truyện Scott Pilgrim của anh ấy và Colleen Coover người Mỹ trong loạt phim khiêu dâm Small Favors của cô. 
Đạo diễn phim Makoto Shinkai đã đề cập rằng Ranma ½ là nguồn cảm hứng cho bộ phim hoạt hình Your Name năm 2016. Matt Bozon, người tạo ra loạt trò chơi điện tử Shantae, cho rằng Ranma ½ là thứ có ảnh hưởng lớn đến tác phẩm của anh. Tiêu đề của trò chơi thứ tư, Shantae: 1 ⁄ Genie Hero, cũng là một sự tôn vinh dành cho bộ truyện. 